# Terrore nella notte
Terrore nella notte (Terror by Night, noto anche come Il treno della morte) è un film del 1946 per la regia di Roy William Neill, tredicesima pellicola gialla basata sul personaggio di Sherlock Holmes della serie interpretata dalla coppia Basil Rathbone-Nigel Bruce e prodotta da Universal Studios.
È liberamente ispirato ad alcune storie contenute nella raccolta Il ritorno di Sherlock Holmes (1905) di Arthur Conan Doyle, tra cui L'avventura della casa vuota, La sparizione di Lady Frances Carfax e Il segno dei quattro.

## Trama
A Londra, la giovane Vivian Vedder verifica che un falegname abbia completato la bara per sua madre, appena defunta, che sarà trasportata in Scozia col treno. Ella decide di prendere il treno quella sera stessa, come del resto fa Lady Margaret Carstairs, proprietaria del famoso diamante "Stella della Rodesia", che porta con sé in viaggio. Roland, figlio di Lady Margaret, ha per precauzione incaricato Holmes di proteggere il diamante, mentre l'ispettore Lestrade, anch'egli preoccupato della sicurezza del gioiello, decide di salire anch'egli sul treno. Watson ritrova nel viaggio un vecchio amico e compagno d'arme, il maggiore Duncan-Bleek.
Poco dopo l'inizio del viaggio, Roland viene trovato ucciso ed il diamante risulta rubato. Lestrade, Holmes e Watson non riescono ad ottenere particolari informazioni dagli altri passeggeri, ma Holmes viene aggredito e quasi spinto fuori dal treno, quindi rintraccia la bara di miss Vedder dove trova un compartimento segreto. Egli inizia a sospettare che le modalità del furto siano da ricondurre alla presenza sul treno del colonnello Sebastian Moran, noto ladro di gioielli. Dopo un interrogatorio, Miss Vedder ammette di essere stata pagata per il trasporto della bara. Holmes però rivela di avere lui l'originale del diamante e che il ladro ha solo rubato una copia.
Nel compartimento bagagli, Holmes trova il guardiano ucciso con un dardo avvelenato ad opera del criminale Sands, anch'egli a bordo (e nascosto nel doppio fondo della bara). Quando questi riesce a recuperare il diamante, ma viene assassinato a sua volta da Duncan-Bleek, che è infatti il colonnello Moran e viene smascherato da Holmes nel tentativo di fuggire con la complicità di finti poliziotti scozzesi.